# 平安丸
平安丸（へいあんまる）は、かつて日本郵船が所有・運航していた貨客船。貨客船「氷川丸」の姉妹船で、太平洋戦争では日本海軍に徴用されて特設潜水母艦となった。1944年（昭和19年）2月18日、トラック島空襲で沈没した。
なお、1951年に2代目に当たる貨物船「平安丸」が建造されているが、本項では1代目の貨客船について解説する。

## 概要
「平安丸」は氷川丸級の最終船である。大阪鐵工所桜島工場で1929年（昭和4年）6月19日に起工した。1930年（昭和5年）4月16日、進水する。11月24日に竣工した。船橋には平安神宮を祀る。氷川丸級3隻（氷川丸《横浜船渠》、日枝丸《横浜船渠》、平安丸）は頭文字『Ｈ』を持つ神社名（氷川神社、東京千代田区日枝神社、平安神宮）に由来している。本船は12月18日香港を出港し、シアトル航路に就航した。船価は665万円（当時）であった。
1941年（昭和16年）8月4日、日米関係悪化により、本船は空船のままシアトルを出港し、横浜港に戻った。翌月から在留邦人引き揚げを各地へ行った同じ航路に就いていた姉妹船達とは違い、これが戦前のシアトル航路の最終航海となった。
同年10月3日に日本海軍に徴用され、16日付で横須賀鎮守府所属の特設潜水母艦となる。15日から真珠湾攻撃をまたいだ12月30日まで三菱重工業神戸造船所で艤装工事を受けた。工事中の12月20日に第六艦隊隷下の第一潜水戦隊付属の潜水母艦となった。工事により15センチ砲や二連装十三粍高角機銃、その他測距儀や探照燈などが装備された。31日から1942年（昭和17年）2月17日まで輸送任務として、クェゼリン環礁と呉との間を往復。3月16日から18日までにかけて横須賀に移動。停泊中の7月14日に第一潜水戦隊旗艦となる。「平安丸」は補給用魚雷や弾薬を搭載し、8月18日に横須賀を出航。24日にトラック泊地に到着している。12月25日からはトラックとラバウルの間を往復した。
1943年（昭和18年）中旬、「平安丸」はトラックを出航し、5月4日に横須賀に到着。5月12日、連合軍がアッツ島に来襲してアッツ島の戦いが始まった。同日、連合艦隊は第一潜水戦隊司令部を第五艦隊（北方部隊）の指揮下に入れ、間もなく「平安丸」にも同様の下令があった。アリューシャン方面の戦いでも、日本軍の潜水艦が作戦に従事していた。「平安丸」は第一潜水戦隊司令官古宇田武郎少将の旗艦として27日に横須賀を出航し、航海中の29日にアッツ島守備隊は玉砕した。6月2日、幌筵に到着する。アッツ島失陥後、日本海軍の潜水艦はキスカ島への輸送作戦に従事していた。幌筵に停泊し、同方面の潜水艦作戦や、7月のキスカ撤退計画「ケ号作戦」に従事する。幌筵では伊2の板倉光馬艦長が海に転落する騒ぎがあり、これに気づいた「平安丸」は「イカニサレシヤ」との信号を送る。伊2は艦長が海に転落したことをごまかすため、「溺者救助訓練ヲ実施セリ。作業完了、異状ナシ」と返信してきた。作戦終了後、原隊に復帰を令される。8月14日、横須賀に帰還した。同地で修理を実施している。
9月上旬、連合艦隊は日本陸軍を南東方面に派遣する輸送作戦を発動した。9月15日付で第一潜水戦隊司令官古宇田武郎少将を指揮官とする丁二号輸送部隊（平安丸、護国丸、清澄丸、秋津洲、巻波、山雲、響）を編成した。「平安丸」が旗艦であった。中国大陸の支那派遣軍隷下にあった第十七師団（酒井康中将）を、南東方面に輸送する作戦である。
9月16日、「秋津洲」および「響」を連れて横須賀を出航する。20日に上海に到着した。
同地で特設巡洋艦「清澄丸」（国際汽船、8,613トン）、特設巡洋艦「護国丸」（大阪商船、10,438トン）、水上機母艦「秋津洲」（旅団長乗艦）や護衛の駆逐艦3隻（巻波、山雲、響）ともに船団を組み、9月24日に上海を出撃。
10月2日、丁二号輸送船団はトラック着、即日出発する。
5日、丁二号輸送船団は損害なくラバウルに進出し、陸軍将兵や輸送物件を揚陸する。翌6日、ラバウルを出発した。航行中に空襲をうけ「清澄丸」が至近弾で戦死1名を出したが、他艦に異状はなかった。
輸送船団は9日にトラックに帰投して任務を終了、解散した。
10月14日、駆逐艦「朝凪」の護衛下、トラック発横須賀行きの第4014甲船団に加わって出航する。21日、横須賀に到着した。23日から11月7日まで改装を受ける。公試後、14日に海防艦「隠岐」に護衛され、横須賀発トラックにむかう雪風以下の第3115船団に加わって横須賀を出航。19日に敵潜水艦と遭遇するが、「隠岐」が対潜戦闘をおこなって撃退した。24日、第3115船団部隊はトラックに到着した。以降は沈没するまでトラックを離れず、潜水艦に補給物資を供給し続けた。
1944年（昭和19年）1月もトラック泊地に碇泊した。1月15日付で第一潜水戦隊は解隊され、所属潜水艦および「平安丸」は第六艦隊の直率となった。
2月15日、太平洋戦争開戦より第六艦隊の旗艦を務めていた練習巡洋艦「香取」が海上護衛総司令部に編入され、「平安丸」が新たな第六艦隊（司令長官高木武雄中将）の旗艦となった。
2月17日、アメリカ海軍の第58任務部隊によるトラック島空襲で、日本海軍は「香取」沈没など大損害を受ける。停泊中の「平安丸」も襲撃を受け、左舷船尾に直撃弾1発、至近弾数発を受け推進器が破損し、六番船倉が浸水したが乗員の必死の排水と応急修理で残存した。翌18日の空襲で左舷中央部に直撃弾2発、魚雷1本を受け、中甲板と下甲板、機械室の一部が破壊され火災発生、総員退去となり、9時30分に転覆沈没した。炎上して放棄された「平安丸」にとどめの魚雷を命中させたのは、正規空母「バンカー・ヒル」から飛来したアヴェンジャー艦上攻撃機だったという。第六艦隊司令部は第85潜水艦基地隊に移転した。同年3月31日除籍及び解傭。
現在、夏島（デュブロン島）の北西、水深36mの地点で右舷を上にして横転状態で沈んでおり、原型をとどめている。船倉には魚雷や潜望鏡などがある。

## 艦長
- 原田文一 大佐：1941年10月15日[55] - 1942年11月10日
- 関本織之助 大佐：1942年11月10日[56] - 1943年11月1日
- 玉城利治 大佐：1943年11月1日[57] - 1944年3月16日[58]

## 創作作品への登場
- かわぐちかいじ『ジパング』
  - キスカ島撤退作戦をモチーフにした9巻で、イージス艦「みらい」護衛下でキスカ島にむかう。アッツ島攻略を目指すキンケイド提督指揮下のアメリカ艦隊と遭遇、「みらい」が新鋭戦艦「ノースカロライナ」などを撃退し、「平安丸」はキスカ島に到着できた。
- 『艦隊これくしょん -艦これ-』
  - 「改氷川丸級」3番艦として特設潜水母艦時代の姿を擬人化したキャラクターで登場する。またセリフとしては自身が貨客船であった事にも言及している。

## ギャラリー

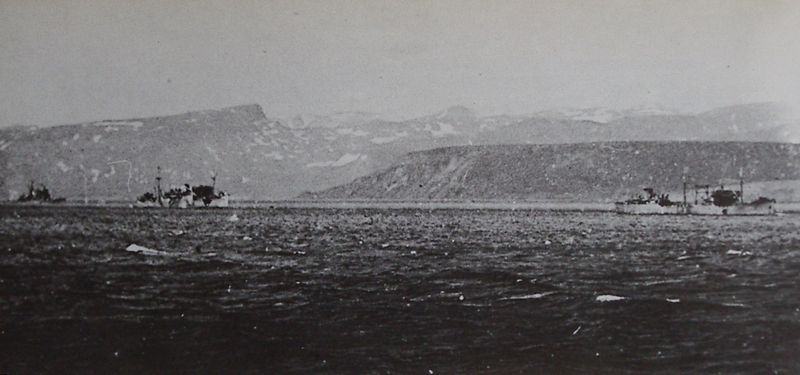
1943年、幌筵沖に停泊する平安丸（画像中央左）。画面右端は帝洋丸（日東汽船、9,850トン）。左端は那智（第五艦隊）
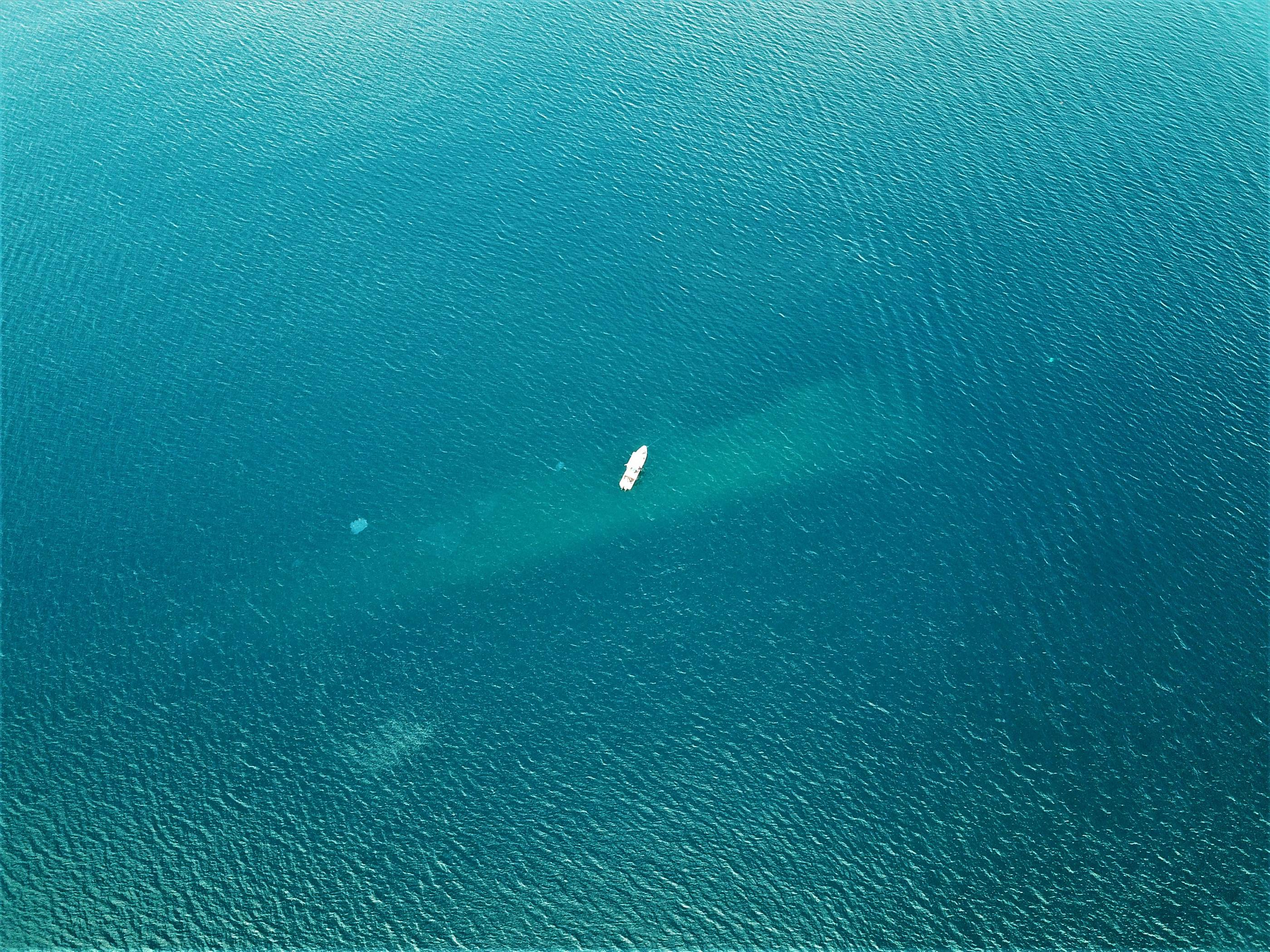
水面から右舷側が見える
船首では船名が読める
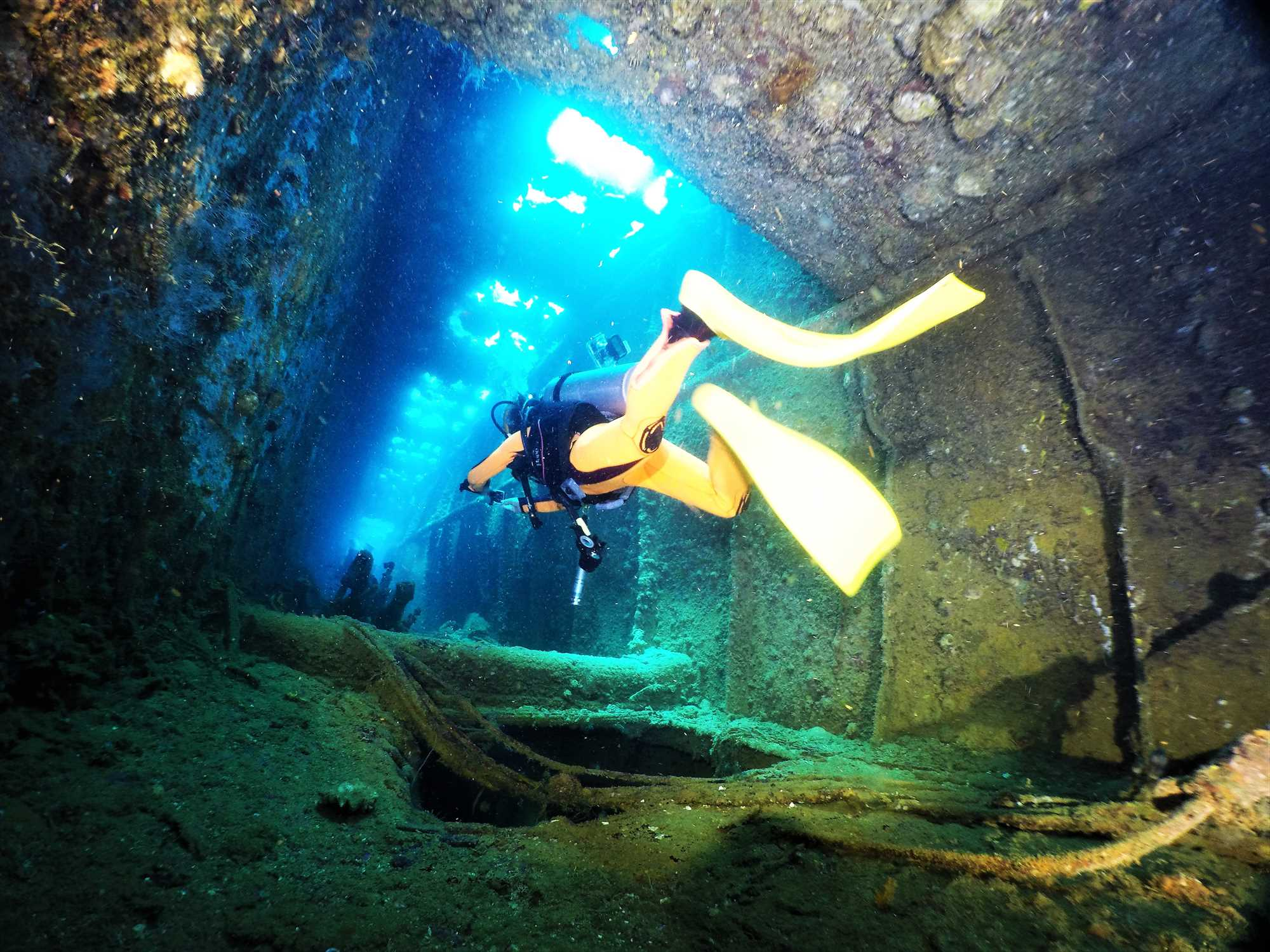
デッキを泳ぐダイバー
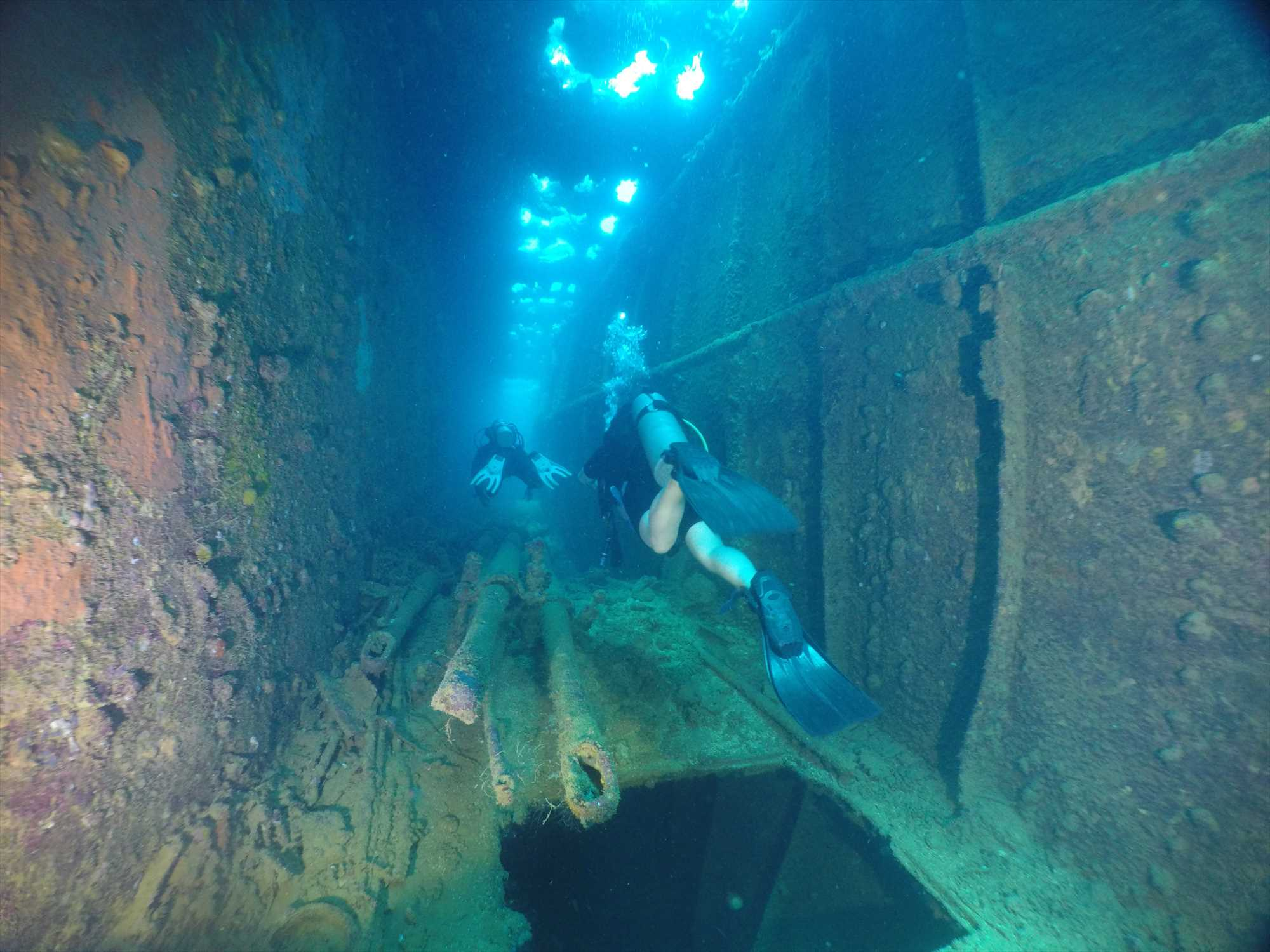
デッキと潜望鏡
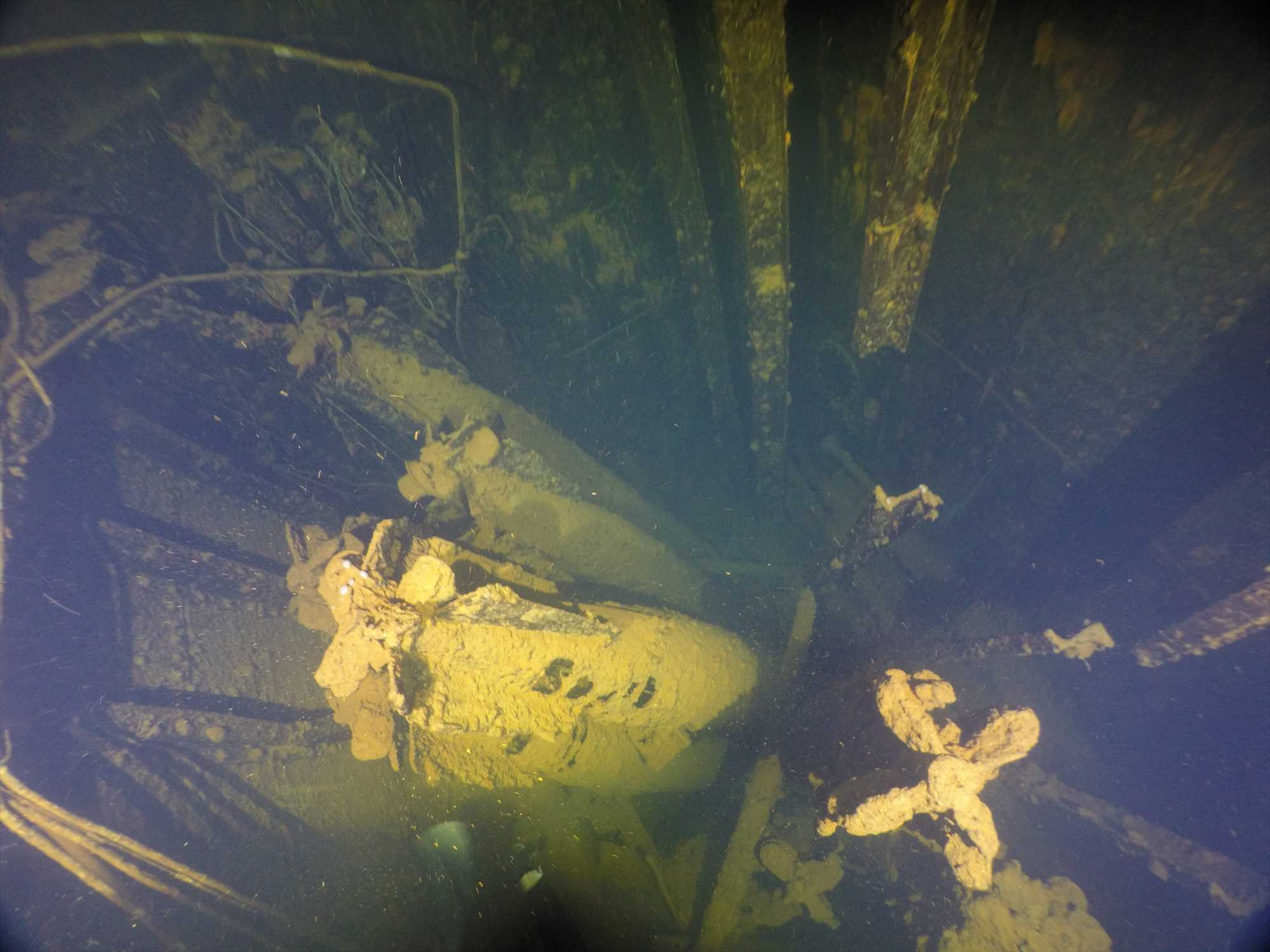
船倉に残る魚雷
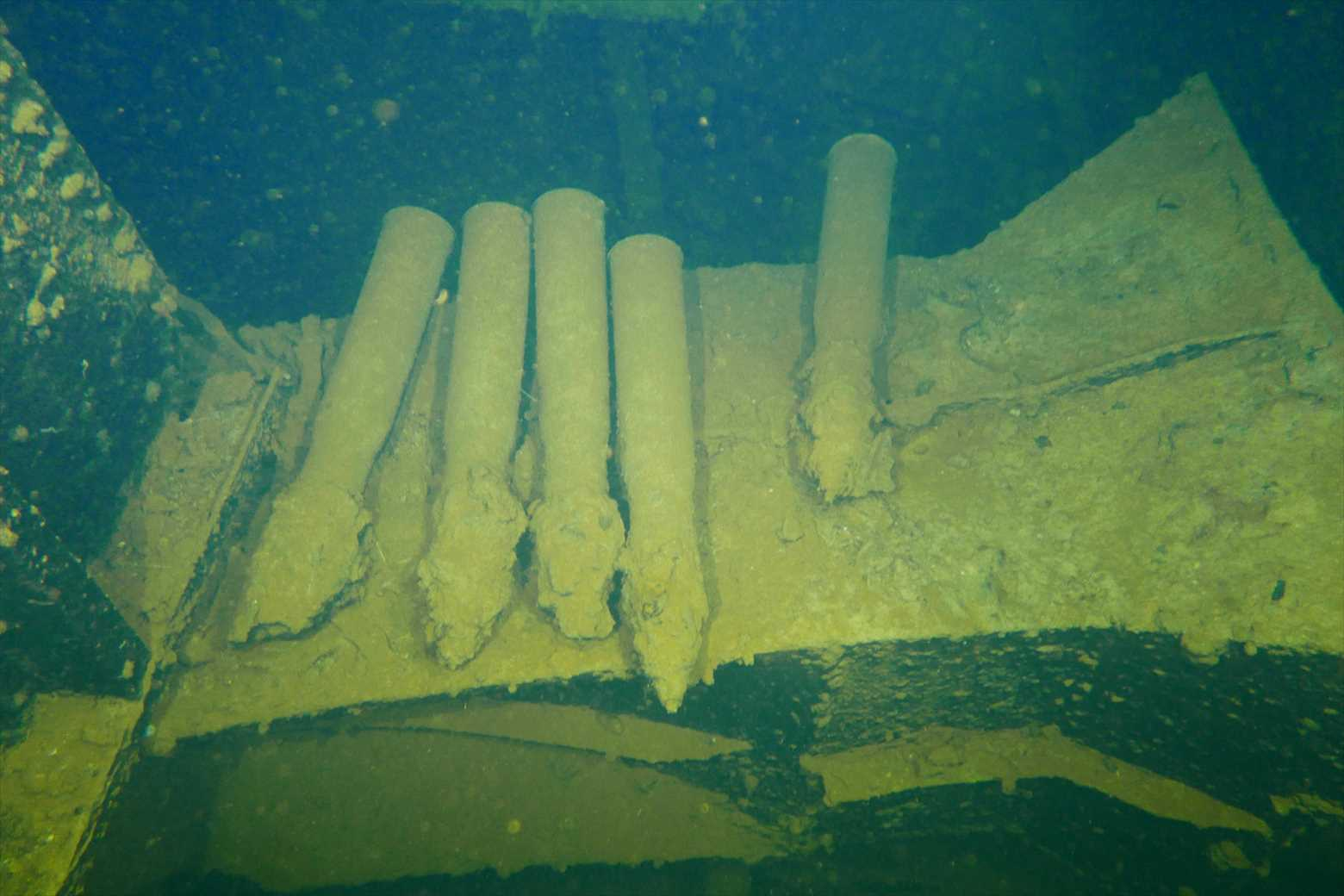
船倉に残る弾薬
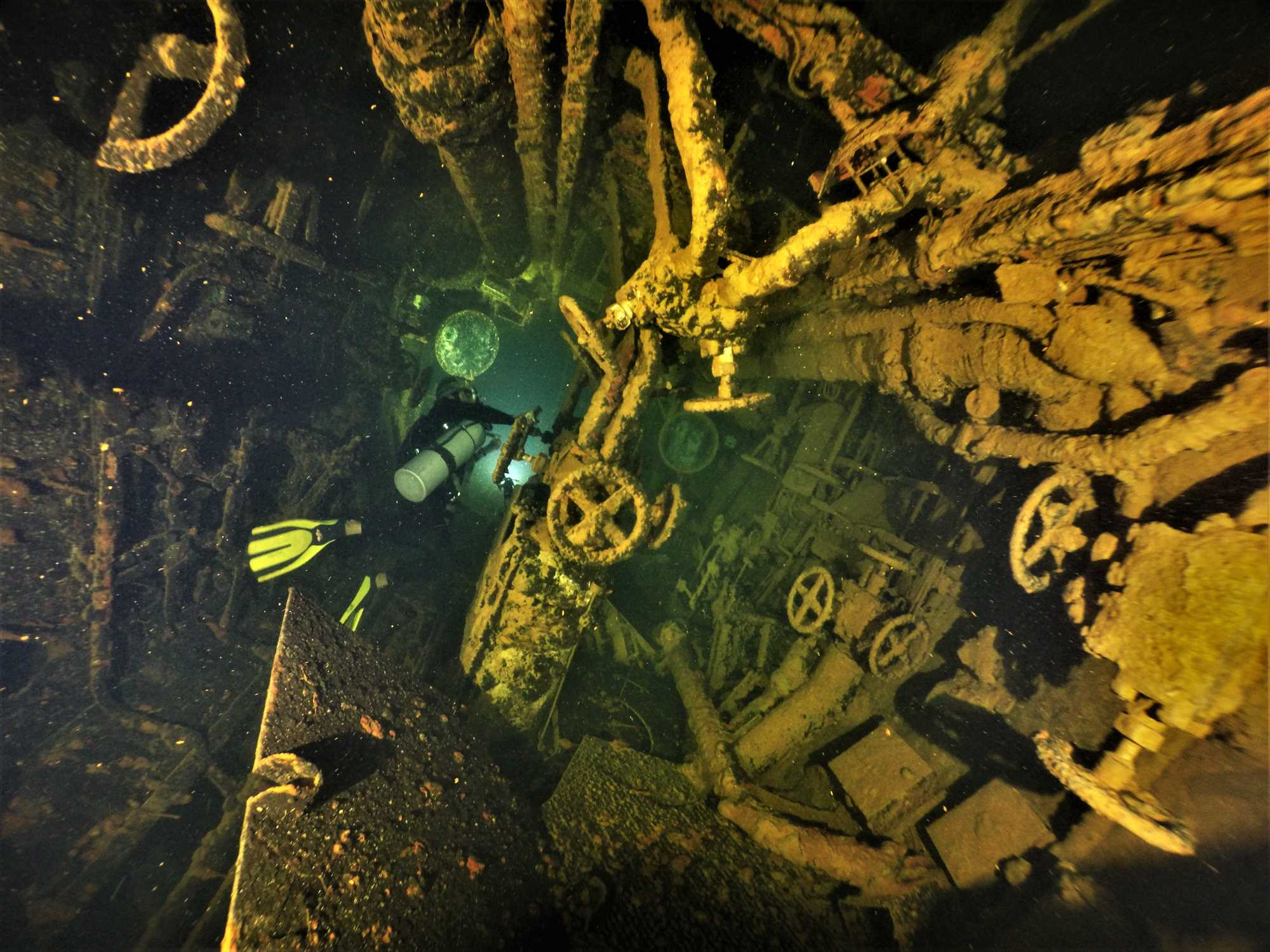
機関室内部
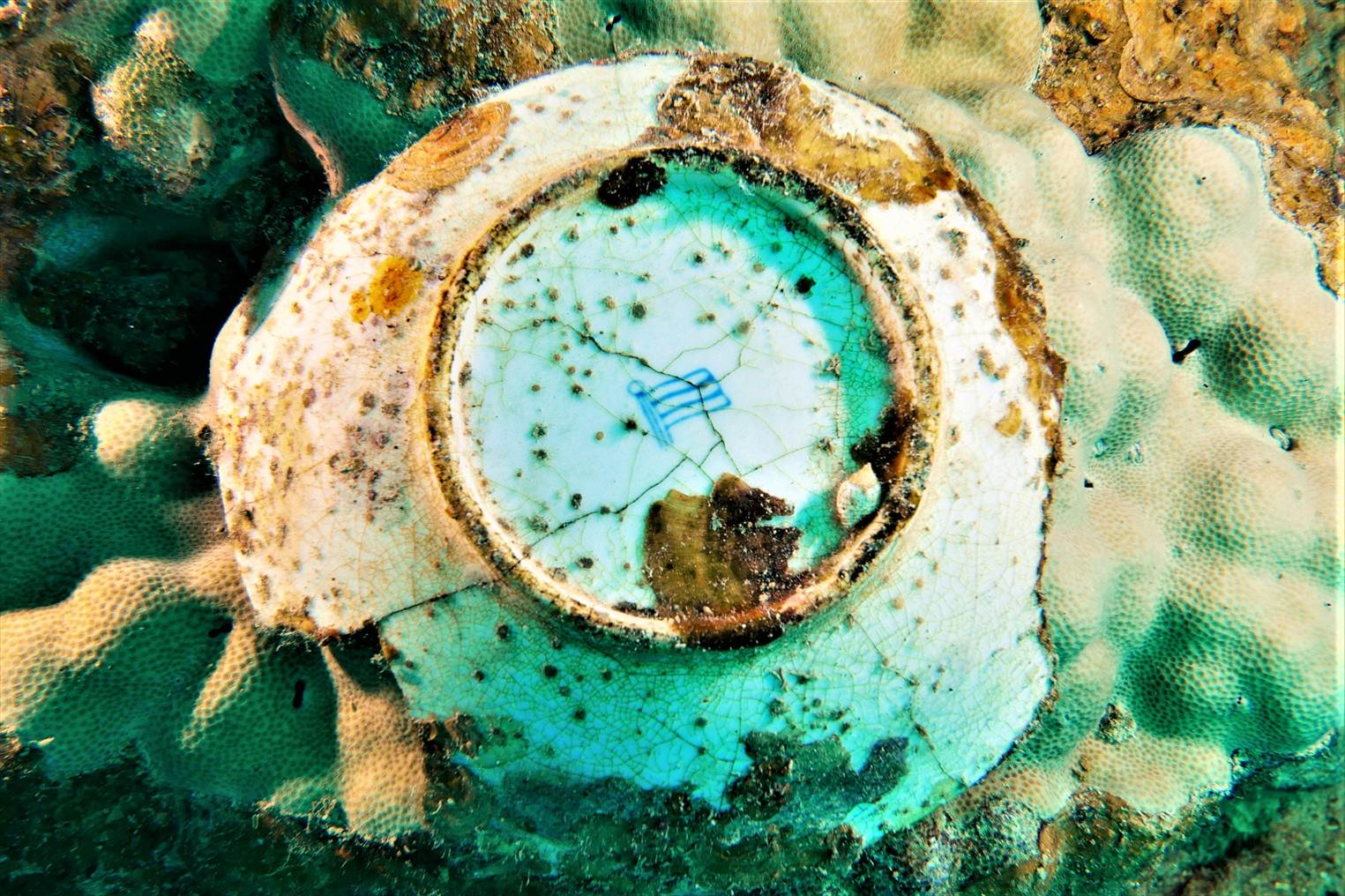
日本郵船のマークが入った皿
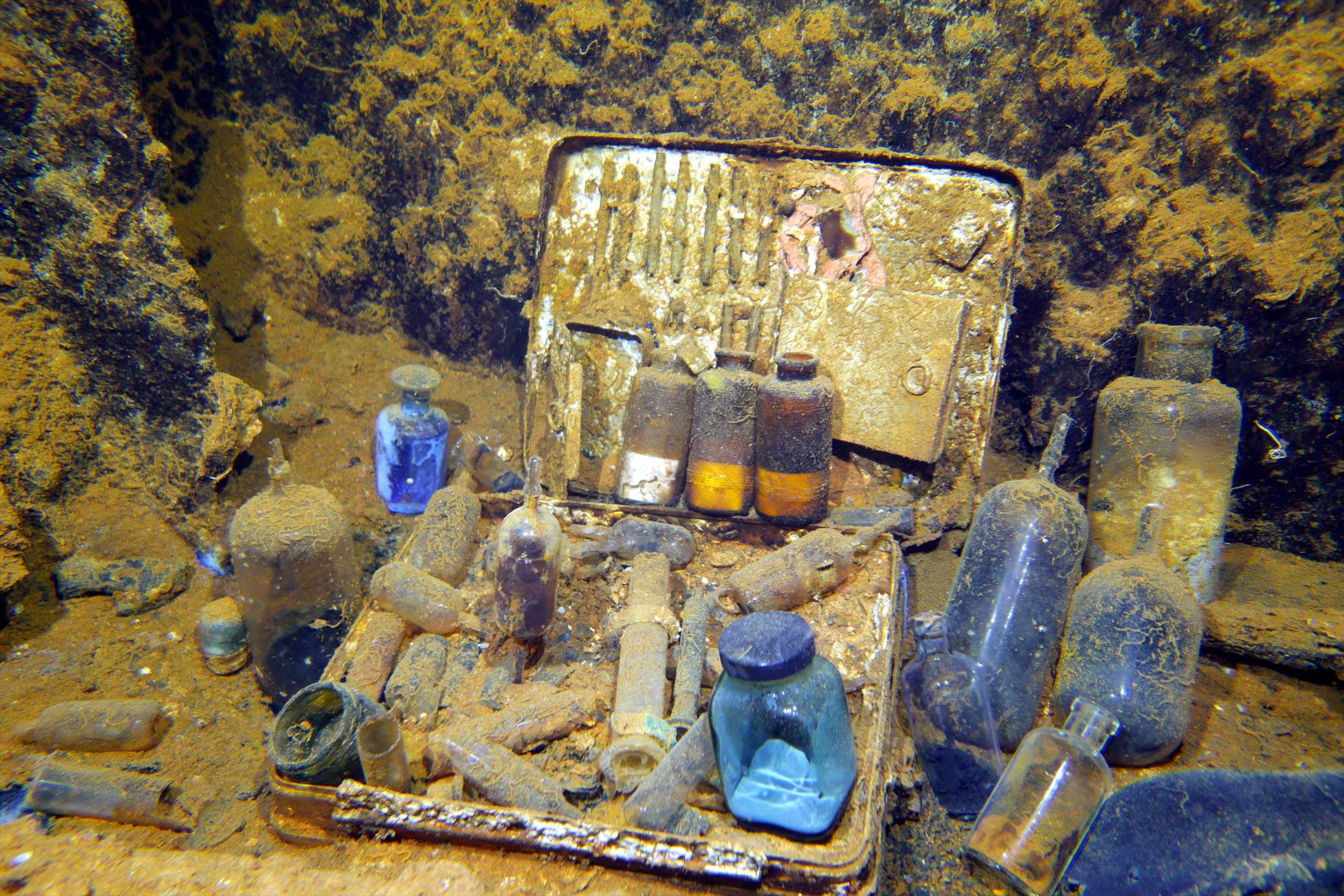
船内に残る、医療器具と思われる物
氷川丸と平安丸のデッキ比較
氷川丸と平安丸の機関室比較（船首側からの視点）
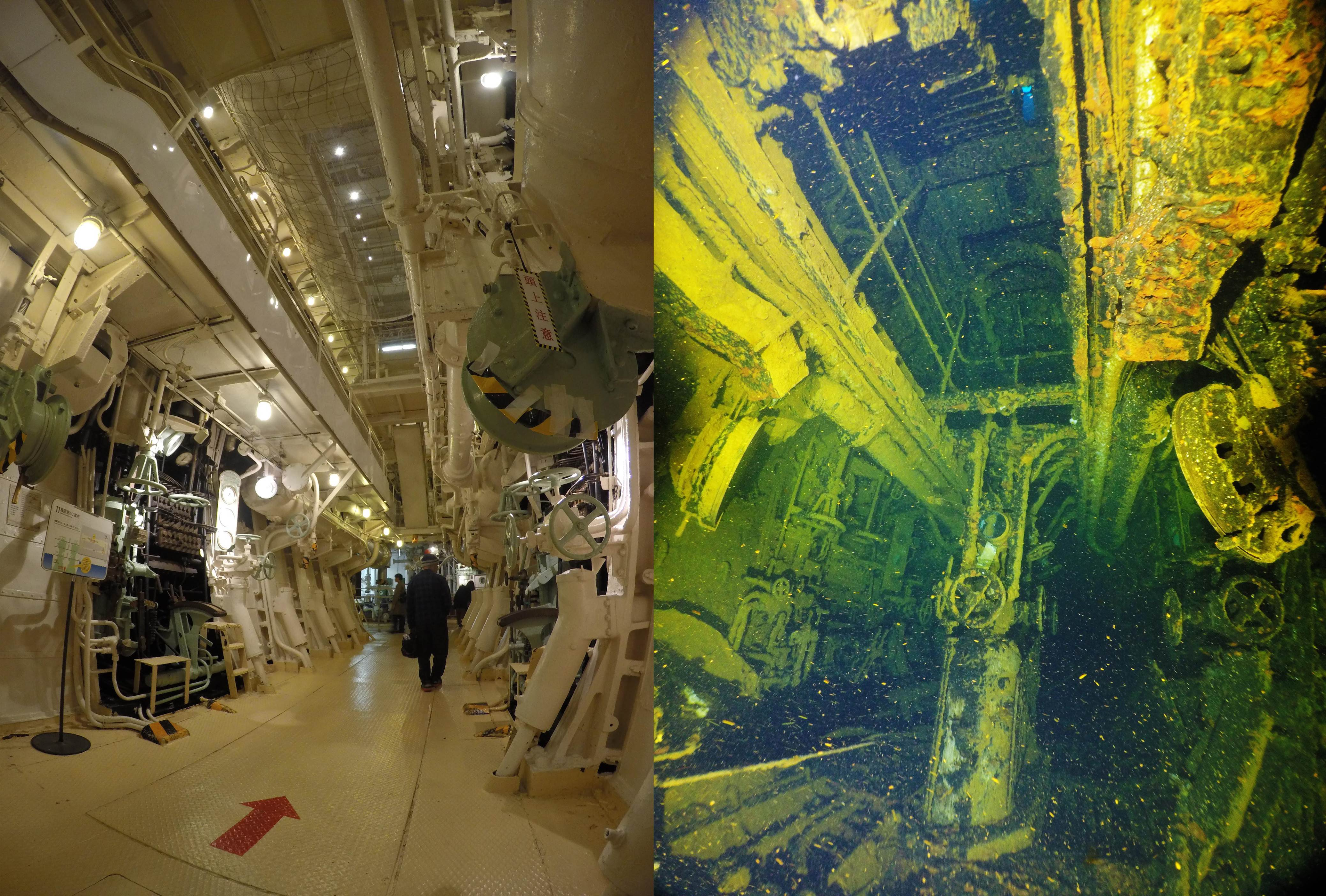
氷川丸と平安丸の機関室比較（船尾側からの視点）
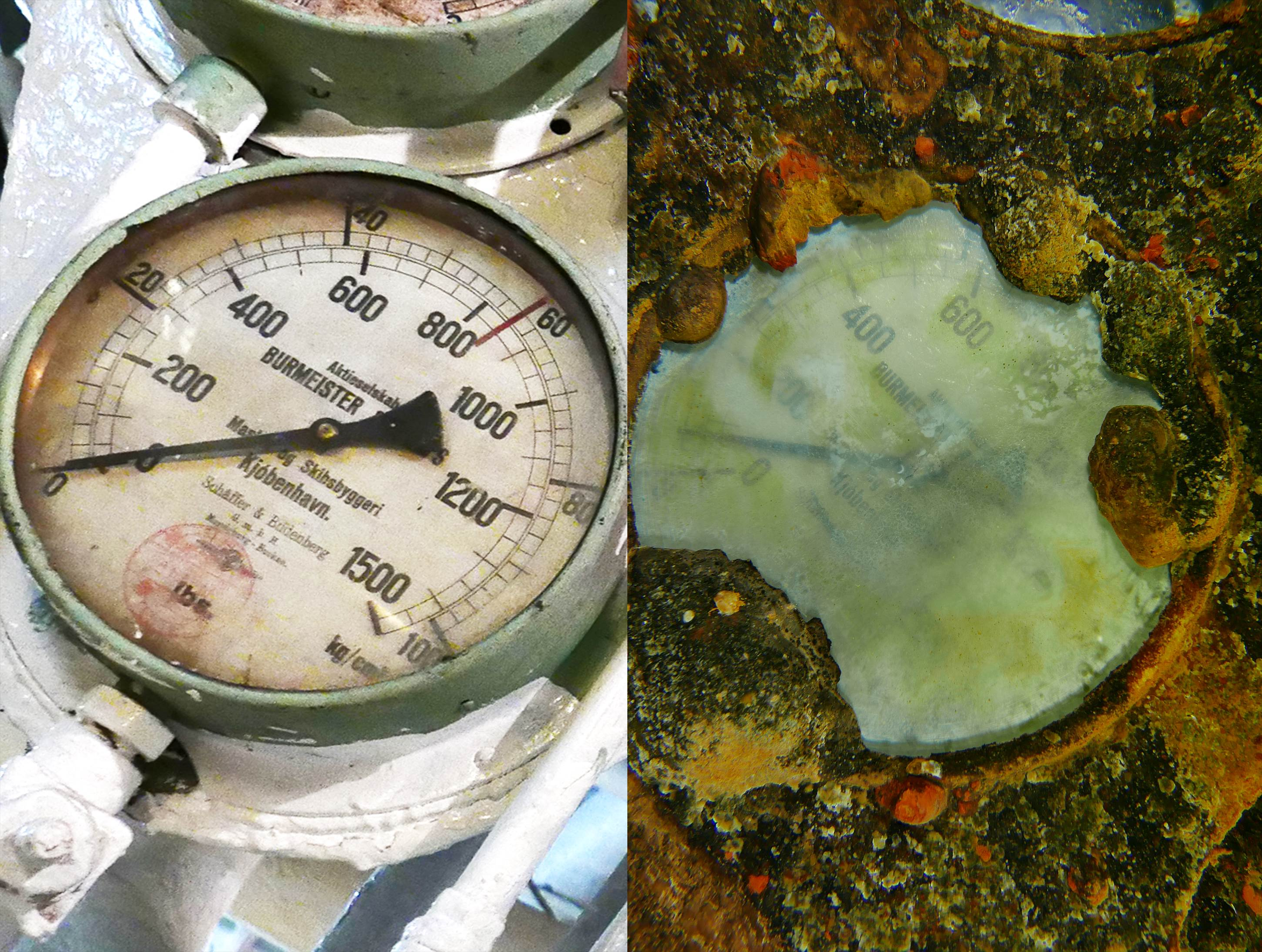
氷川丸と平安丸で同じ計器が使われていたことがわかる
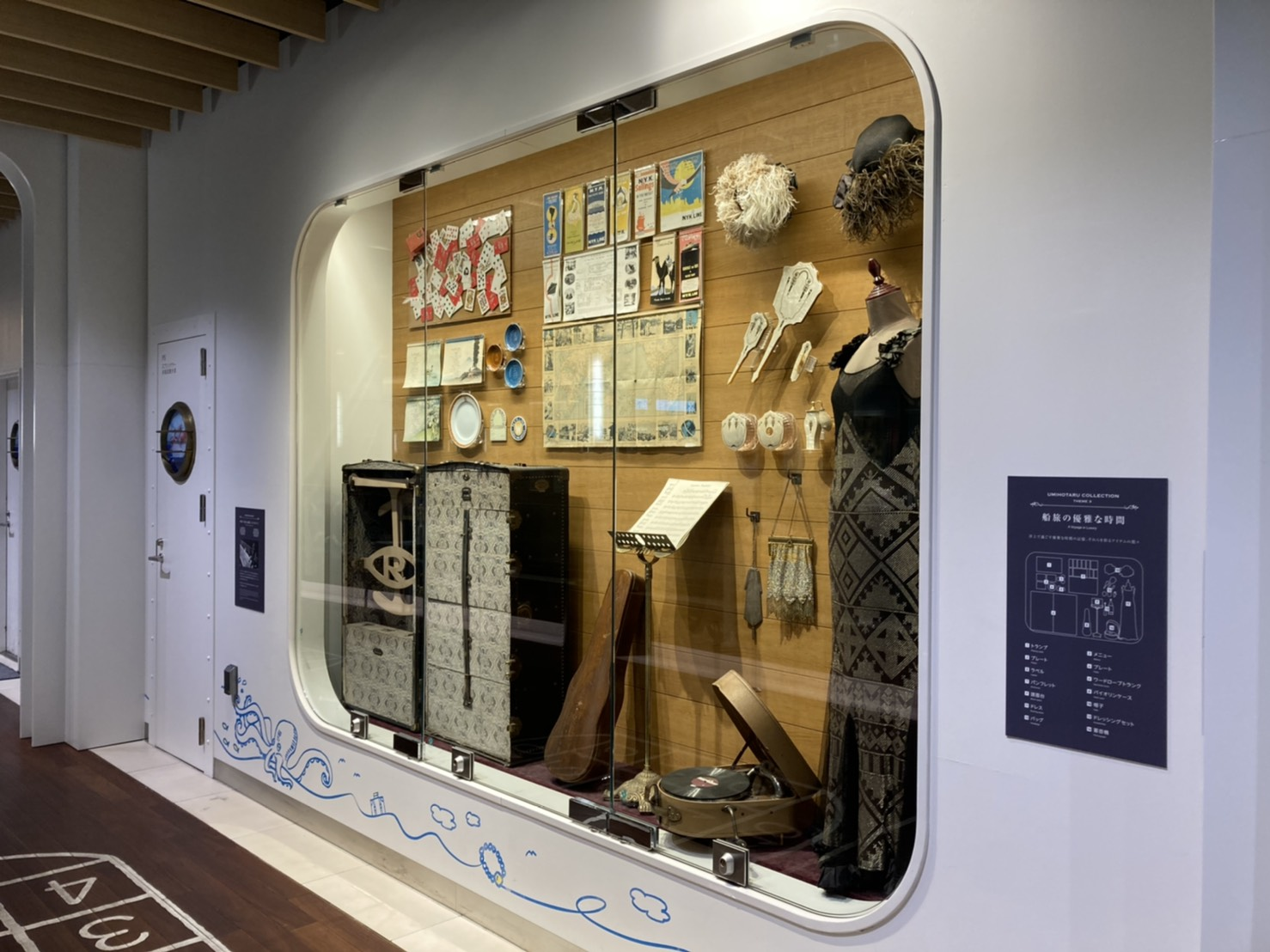
海ほたるPAには平安丸のパンフレットなどが展示されている。